# Елизабет Гертруда Бритон
Елизабет Гертруда Бритон (рођена Најт) (Њујорк, 9. јануар 1858 — Бронкс, 25. фебруар 1934) била је америчка ботаничарка, бриолог и педагог. Она и њен супруг, Натанијел Лорд Бритон, одиграли су значајну улогу у прикупљању средстава и стварању њујоршке ботаничке баште. Била је суоснивач тела претече Америчког бриолошког и лихенолошког друштва. Била је активисткиња за заштиту дивљег цвећа, инспиришући активности локалних тела и доношење закона. Елизабет Бритон је дала велики допринос књижевности о маховинама, објавивши 170 радова из те области.

## Младост и породица
Елизабет Гертруда Најт је рођена 9. јануара 1858. године у Њујорку, као једна од пет ћерки, у породици Џејмса и Софи Ен (рођена Комптон) Најт. Њена породица је водила фабрику намештаја и плантажу шећера у близини Матанзаса на Куби, и тамо је провела већи део свог детињства. У каснијем детињству, похађала је приватну школу у Њујорку пре него што је похађала Нормал колеџ (касније Хантер колеџ). Дипломирала је на Нормал колеџу 1875, у седамнаестој години. Дана 27. августа 1885. удала се за Натанијела Лорда Бритона, асистента на геологији на Колумбија универзитету који је делио њено све веће интересовање за ботанику. Пар није имао деце.

## Каријера
Након дипломирања 1875. године, Елизабет Најт се придружила особљу Нормал колеџа као надзорна професорка. Ботаничком клубу Тори придружила се 1879. и 1881. објавила је свој први научни рад у Билтену те организације, извештавајући о запажањима неочекиваних белих цветова код две врсте биљака. Такође је приметила присуство папрати коврџаве траве, Schizaea pusilla, у Новој Шкотској. Године 1883. постала је наставник природних наука. У то време је почела да се специјализује за бриологију и појавио се њен први рад о маховинама. Сакупила је плодне примерке Eustichium norvegicum у Висконсину и написала први опис њених плодова. Иако позната од 1827. године, биљка је до тада била позната само у стерилном стању. Њени чланци у Обсерверу били су модели популарних научних списа о биљкама са „фантастичним“ насловима као што су „Грбави вилењаци“ и „Брауни“.
Након удаје 1885. године, Бритонова је дала оставку на место професора на Нормал колеџу и преузела контролу над колекцијом маховине на универзитету Колумбија у незваничном, неплаћеном својству. Била је уредница Билтена Ботаничког клуба Тори од 1886. до 1888. године; 1889. објавила је први од једанаест делова серије радова под насловом Прилози америчкој бриологији у том часопису. Њен каталог маховина Западне Вирџиније појавио се 1892. године, а први од осам чланака под насловом Како проучавати маховине за популарни часопис објављен је 1894. Ови чланци „били су довољни да госпођу Бритон поставе за "команданта" бриолошке области у Америци“. Радила је са својим мужем на набавци за Колумбију хербаријума маховине Августа Јегера из Швајцарске; Бритонова је убедила богате пријатеље да приложе потребних 6.000 долара.
Елизабет Бритон је, заједно са својим мужем, била један од чланова Ботаничког клуба Тори који је подстакао оснивање њујоршке ботаничке баште. Пар је такође отпутовао у Енглеску 1888. где је Натанијел обављао истраживања у Краљевској ботаничкој башти, Кју. У Кјуу, Натанијел је радио на боливијским ботаничким збиркама Хенрија Херда Расбија, поклон Колумбији; у међувремену, Елизабет је радила на маховинама у Линеовом удружењу Лондона. Инспирисани квалитетом и квантитетом Кјуовог хербаријума, библиотеке и башта, пар је кренуо да организује сличну институцију за Њујорк. Октобра 1888. одржан је састанак Клуба на коме су богати и угледни грађани регрутовани као сарадници. Ботаничка башта је основана актом државног законодавства 1891. Бритонова је била важна у напорима да се прикупе средства за организацију 1890-их. Њен муж је постао први директор Ботаничке баште 1896. године, а она је ту волонтирала. У великој мери захваљујући њеном интересовању, колекција јетрењача и маховина Вилијама Митена набављена је 1906. У знак признања за њену службу, Бритонова је 1912. године именована за почасног кустоса маховина, на тој функцији до своје смрти.
Елизабет Бритон је набројала папрати у колекцији Русби 1888. године и објавила је своје испитивање маховина 1896.
Бритонова је путовала на различите локације у Сједињеним Државама да прикупи ботаничке примерке, укључујући Велику мрачну мочвару, планине Адирондак и планине Северне Каролине. Она је пратила Натанијела на 23 од његових 25 путовања на острва Кариба и Западне Индије. Под својим именом објавила је своја открића у Билтену 1913–1915. Написала је поглавља која се тичу маховине за Натанијелову Флору Бермуда и Флору Бахама.
Бритонова је радила са организацијама на промовисању проучавања маховина, посебно од стране жена научника, и председавала је одељењем Бриофита за (Женски) Национални научни клуб 1897.
Као део своје незваничне позиције у универзитету Колумбија, Бритонова је била саветница докторантима, укључујући Џејмса Френклина Колинса и Ејбла Џоела Граута. Заједно, 1898. Граут и Бритон су основали огранак Sullivant Moss удружења Agassiz. До 1908. било је познато као Sullivant Moss Society (а после 1949. као Америчко бриолошко и лихенолошко друштво). Иако су односи између два истраживача касније постали хладни, Бритонова је наставила да учествује у Друштву, дајући чланке у часопис The Bryologist, и обављајући функцију председника од 1916. до 1919.
Елизабет Бритон је наставила да проучава и друге биљке осим маховина. Објавила је Ревизију северноамеричких врста Ophioglossum-а, папрати гујиног језика, 1897. Са Делијом Вест Марбл, сакупила је типски примерак Thelypteris brittonae, врсте девојачке папрати, 1906. године. Бритонова је сакупила типски примерак орхидеје која се сада зове Бритонова вештица из сенке (Ponthieva brittoniae).
У првој деценији 20. века, Бритонова је почела да посвећује време очувању дивљег цвећа. Поклон од 3.000 долара од стране Оливије и Керолајн Фелпс Стоукс Ботаничкој башти Њујорка подстакао је стварање Америчког друштва за очување дивљег цвећа. Први састанак одржан је 23. априла 1902. на коме је Фредерик Вернон Ковил изабран за председника, Чарлс Луис Полард за секретара, а Бритонова у Управни одбор. Бритонова је радила као секретар и благајник организације. Друштво је основало бројне локалне огранке. Основано је у држави Њујорк 1915. године, а затим реорганизовано у Друштво за очување дивљег цвећа 1925. године, са Персијем Л. Рикером на челу. Бритон је промовисала ту ствар скоро 35 година, објављивањем, предавањима и преписком; њени напори довели су до усвајања закона у разним државама, као и до локалних конзерваторских активности у баштенским клубовима и јавним школама. Објавила је четрнаест чланака у часопису Ботаничке баште под насловом серије Дивље биљке којима је потребна заштита.
Године 1925, као председник комитета за конзервацију Савезних баштенских клубова државе Њујорк, успешно је водила кампању бојкота против уобичајене праксе бербе дивље америчке божиковине за употребу као божићног украса. Као замену, промовисала је размножавање биљке резницама за комерцијалну употребу.
Све у свему, у периоду од 1881. до 1930. Бритонова је објавила 346 радова, од којих се 170 бавило маховинама. Написала је описе шест породица маховина за Флору Америке њујоршке ботаничке баште. Маршал Ејвери Хау је описао Бритонову као „жену изузетне физичке и менталне енергије — поседницу изузетно брзог и бриљантног интелекта. Она је оставила трајни запис у литератури науке, а њене добро усмерене активности имале су изузетан утицај на очување аутохтоне флоре Сједињених Држава“.

## Дивље биљке којима је потребна заштита
Дивље биљке којима је потребна заштита, који је написала Е. Бритон, је часопис Ботаничке баште Њујорка који се састоји од четрнаест одељака. У часопису она даје детаљан опис различитих дивљих биљака и њиховог значаја за њихову околину. Сваки одељак о биљци је укључивао илустрацију описане биљке, док је такође давао описе научне и историјске позадине биљака. 
Бритонова објашњава како постоји отприлике двадесет пет врста биљака Claytonia. Њен запис у делу „Wild Pink“ је пример њених описа. У запису она наводи:
„Пре него што дрвеће баци много сенке, док је њихово зеленило још увек тако изузетно свеже и разнолико, блистав бљесак боје ће привући поглед на Wild Pink, која расте на брдовитим местима на стенама или често у њиховим пукотинама и пукотинама са биљком Saxifrage." 

## Признање и наслеђе
Године 1893, Елизабет Бритон је била једина жена међу 25 научника номинованих за чланство у Ботаничком друштву Америке. Године 1905. била је један од тројице бриолога именованих у номенклатурни комитет који ће извештавати на састанку Међународног ботаничког конгреса 1910. у Бриселу. Године 1906, Бритонова је била једна од само деветнаест жена наведених у првом издању American Men of Science. Њен унос је означен звездицом: овај списак „са звездицом“ био је ограничен на 1.000 најбољих научника у књизи, како су утврдили уредници.
Род маховине Bryobrittonia је назван по Елизабет Бритон, као и петнаест врста биљака и једна врста животиња.
Моунт Бритон, двоструки врх у Националној шуми Ел Јунк у Порторику, одаје почаст обома Бритонових.
Године 1940. постављена је спомен-плоча у част Бритонове у новом врту дивљег цвећа њујоршке ботаничке баште. Поклон њујоршког клуба птица и дрвећа, постављен је на камену стену од бронкског шкриљаца од десет тона, а њен текст гласи: „Нека се они који уживају у овој башти сећају Елизабет Гертруде Најт Бритон, љубитеља дивљег цвећа и ватреног заговорника њихове заштите“. Башта је сада позната као Native Plant Garden, а камена громада као Бритон стена.
Архиву Елизабет Гертруд Најт Бритон данас држи  Мерц библиотека Ботаничке баште Њујорка. Укључује личне радове, рукописе и објављена истраживања, уметничка дела и фотографије и штампарске плоче. Архива документује њену наставничку каријеру на Нормал колеџу, као и њено учешће у ботаничком клубу Тори и Ботаничке баште. Њене теренске свеске могу се наћи у колекцији Field Notebook колекционара њујоршке ботаничке баште.
Лик Алме Витакер у роману The Signature of All Things из 2013, ауторке Елизабет Гилберт, делимично је направљен по узору на Бритонову.

## Каснији живот и смрт
Елизабет Бритон је умрла у свом дому у Бронксу 25. фебруара 1934, након апоплектичног можданог удара; њен муж Натанијел ју је надживео четири месеца. Иако је номинално била припадник епископске вере, сахрањена је на Моравском гробљу на Статен Ајланду, где су преци њеног мужа били рани досељеници, а он је држао имовину.